# Dinamikai felület
A dinamikai felület (más néven dinamikus felület, dinamikus platform, angolul: dynamic platform, dynamic area, driving-dynamics area, németül: Fahrdynamikfläche) a járműipari tesztpályák egy olyan speciális, egybefüggő, nagy felületű, aszfaltburkolatú eleme, amely lehetőséget biztosít nagy sebességű, szélső dinamikai határhelyzetben végzett járműdinamikai tesztek elvégzésére biztonságos körülmények között. 

## Felépítése, jellemzői
A dinamikai felület központi eleme (általában egy körtárcsa) lehetővé teszi a különböző tesztesetek szabad kialakítását, amelyek útvonalai és határai akár bójákkal vagy más jelzési módokkal gyorsan és rugalmasan, ugyanakkor biztonságosan kitűzhetők. E felület lejtési szöge alacsony, így a pálya kialakítása lehetővé teszi a vizes, nedves felületeken történő teszteléseket is. A nagysebességű tesztesetek végrehajtásához elengedhetetlen a megfelelő hosszúságú bevezető gyorsítósávok kialakítása, amely lehetőséget biztosít a nehezebb járműszerelvények szükséges mértékű gyorsításához is. A gyorsítósávok - a dinamikai felület kialakításától függően - különböző szögben kapcsolódhatnak a körtárcsához. Egymás utáni, több teszt elvégzéséhez elengedhetetlen egy olyan útvonal kialakítása, amely segítségével gyorsan és a tesztelési (fékezési) zónától biztonságosan, elkülönítve visszajuthat a tesztelni kívánt jármű a gyorsítósáv elejére, biztosítva ezzel a gördülékeny, egymást követő biztonságos teszteléseket. A körtárcsa körül biztonsági céllal kialakításra kerülnek bukóterek, amelyek többnyire kavicsos a felületük. 

## A dinamikai felületek célja, felhasználása
A dinamikai felület többféle teszteset elvégzésére is alkalmas, ilyen például a szűk íveken történő nagy sebességű haladással összefüggő dinamikus hatások tesztelése, de elvégezhetők rajtuk a nagysebességű ESP, ABS aktivitást igénylő tesztek (ilyen tesztek pl.: a fékezési manőverek, kettős sávváltások, J-fordulók, körkörös vagy szlalom vezetési tesztek).

## Tesztpályák dinamikai felületei
Európában jelenleg a legtöbb tesztpályának része a dinamikai felület. A legismertebbek között a Németországban található, Bosch által alapított boxbergi és a Daimler által épített papenburgi, illetve a spanyol Idiada tesztpályákat említhetjük, de rendelkezik ilyen felülettel például az Aldenhovenben található ATC és a svéd AstaZero pályák is. Magyarország jelenleg épül egy, az önvezető járművek, illetve automatizált működések tesztelésére is alkalmas próbapálya, amelyen megtalálható lesz a dinamikus felületnek nevezett pályaelem is.

### Zala ZONE Járműipari Tesztpálya, Magyarország, Zalaegerszeg

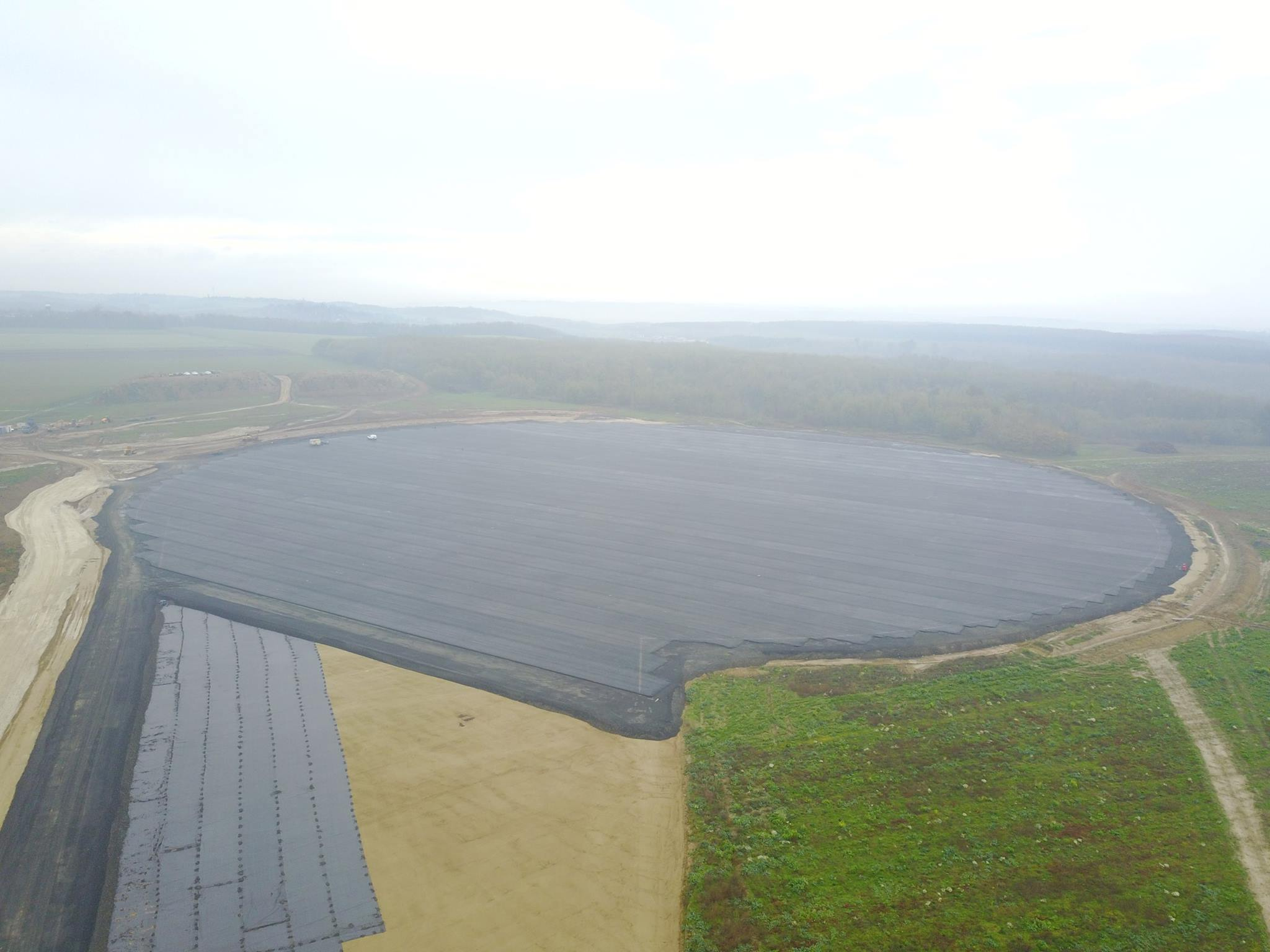
Az épülő dinamikai felület a zalaegerszegi tesztpályán

A Zalaegerszegen épülő pálya első ütemében a 300 m átmérőjű körtárcsa mellett egy 740 m hosszú nyugati gyorsítósáv épül ki. A platformon személy- és tehergépkocsik tesztje egyaránt elvégezhető. A II. ütemű kiépítés keretében létesülő keleti gyorsítósávon egy nagy kiterjedésű, bazaltburkolatú felület is készül, ahol alacsony tapadású burkolaton lehet majd menetstabilitási és futóműteszteket végezni. A körtárcsa és a bazaltfelület pályanedvesítéssel létesül, így a legkedvezőtlenebb csúszósúrlódási körülmények között is végezhetők a tesztek.

### Boxberg Proving Ground, Németország, Boxberg
A boxbergi tesztpálya dinamikai felülete 300 m átmérőjű, köralakú felület, melynek egy része vizezhető is. Két gyorsító szakasz épült hozzá, az egyik részben közös a fékfelületéével.

### Automotive Testing Papenburg GmbH, Németország, Papenburg
A papenburgi tesztpályán található dinamikai felület legnagyobb kiterjedésű részén egy 300 m átmérőjű bennfoglalt körfelület fér el. A trapéz alakú terület hossza 570 m, szélessége 15 m-től 100 m-ig terjed. Két tangenciális 8,5 m széles 640 m hosszú gyorsítósáv található rajta, a középső gyorsításra használható szakasz hossza pedig 800 m.

### Aldenhoven Testing Center, Németország, Aldenhoven
Az aldenhoveni tesztpálya dinamikai felülete kör alakú, átmérője 210 m, a gyorsító szakasz hossza 400 m, de adott esetben ez kiterjeszthető 500 m-re, ha másik indulási pontot választunk.

### AstaZero, Svédország, Hällered
A svéd AstaZeron található dinamikai felület átmérője 240 m, a gyorsító szakasz hossza 1 km. Található mellette parkoló elektromos autóknak szánt töltőhálózattal kiépítve.

### Applus Idiada, Spanyolország, Tarragona
Az Idiada tesztpályán található dinamikai felület körcikk részének befoglaló mérete megközelítőleg 300 m x 300 m, a középső trapéz alakú szakasz hossza 400 m és szélessége 15 m-től 100 m-ig terjed. 3 ráfutó szakasza is van, mindhárom 2 x 4 m széles, a középső 300 m, a tangeciálisak 450 hosszúak.